# Rafael Fonteles
Rafael Tajra Fonteles (Teresina, 6 de Maio de 1985) é um matemático, professor, empresário e político brasileiro, filiado ao Partido dos Trabalhadores (PT). Em 2022, aos 37 anos, foi eleito, em primeiro turno, Governador do Piauí para o quadriênio 2023-2026, tornando-se o mais jovem governador desta unidade federativa brasileira.
Em 2015, assumiu o cargo de secretário de Estado da Fazenda. Em 2019, ele foi eleito presidente do Comsefaz (Comitê Nacional dos Secretários de Fazenda dos Estados e do Distrito Federal) para o biênio 2019/2021. Neste mesmo ano ele foi reeleito para o biênio 2021/2023. Em março de 2022, porém, ele renunciou ao cargo. para se candidatar ao governo do estado do Piauí pelo PT, sendo eleito em primeiro turno.
Ele é sócio e um dos fundadores do Instituto de Ensino Superior (ICEV), voltado para o Direito aplicado, negócios, gestão e tecnologia.

## Biografia
Rafael é filho de José Nazareno Cardeal Fonteles, ex-deputado federal e membro fundador do Partido dos Trabalhadores, e de Nereida Maria Cordeiro Tajra Fonteles.
Em 2002, foi aprovado no vestibular para bacharel em Matemática da Universidade Federal do Piauí (UFPI), tirando a maior nota dentre todos os alunos que prestaram o vestibular para aquela universidade naquele ano, e graduando-se 2 anos após ingressar no curso, com direito a Láurea Acadêmica (condecoração dada para os estudantes que terminam o curso com resultados expressivos).
Possui grau de mestre em Economia Matemática pelo Instituto de Matemática Pura e Aplicada (IMPA), concluído aos 21 anos com obtenção de grau máximo (A).

## Vida Estudantil e empreendedorismo
Iniciou sua vida escolar no Instituto Dom Barreto, que é considerada uma das melhores escolas privadas do país de acordo com o Enem (Exame Nacional do Ensino Médio). Desde os primeiros anos se destacou como um dos mais brilhantes alunos do colégio, desempenho que o levou a representar o Brasil e a ser premiado nas Olimpíadas Internacionais de Química (2002), Física (2002) e Matemática (2004), na Holanda, Indonésia e Macedônia, respectivamente.

## Trajetória Política
Em março de 2022, Rafael Fonteles deixou o cargo de secretário da Fazenda do governo Wellington Dias (PT), a coordenação do PRO Piauí e a presidência do Comsefaz para ser o candidato a governador do PT e partidos coligados (PC do B, PV, MDB, PSD, Solidariedade, PSB, Pros e Agir), tendo como candidato a vice o deputado estadual Themístocles Filho, do MDB. Foi o primeiro cargo político que disputou.
Foi eleito governador no primeiro turno, no dia 2 de outubro, derrotando o candidato Silvio Mendes, do União Brasil. Obteve 57,17% dos votos válidos, o que corresponde à marca histórica de 1.115.139 votos, maior votação já obtida por um candidato no Piauí. Silvio Mendes obteve 811.806 votos, ou 41,62% dos votos válidos.

## Prêmios e Honrarias
Rafael é o único estudante do mundo que foi premiado, ao mesmo tempo, em Olimpíadas Internacionais de Física, Química e Matemática.
| Ano  | Competição                                                          | Prêmio            | Ref.          |
| ---- | ------------------------------------------------------------------- | ----------------- | ------------- |
| 2001 | Olimpíada Brasileira de Química (OBQ)                               | Medalha de ouro   | [ 1 ]         |
| 2002 | Olimpíada Brasileira de Química (OBQ)                               | Medalha de ouro   | [ 1 ]         |
| 2002 | 34th International Chemistry Olympiad (IChO)                        | Medalha de prata  | [ 1 ]         |
| 2002 | 7ª Olimpíada Iberoamericana de Química (OIAQ)                       | Medalha de prata  | [ 1 ]         |
| 2002 | 33rd International Physics Olympiad (IPhO)                          | Menção honrosa    | [ 15 ]        |
| 2004 | International Mathematics Competition for University Students (IMC) | Medalha de bronze | [ 16 ] [ 17 ] |

### Honrarias
- 2002 - Medalha da Ordem Estadual do Mérito Renascença.[1]
- 2020 - Comenda Colar do Mérito Judiciário.[18]
- 2020 - Título de cidadania da cidade de Picos-PI.[19]
- 2021 - 1º lugar: Prêmio Eficiência do Controle Interno aferido pela Associação dos Auditores Governamentais do Estado do Piauí (AAGEPI) com apoio da Controladoria-Geral do Estado (CGE).[20]
- 2022 - Título de cidadania da cidade de Pedro II-PI.[21]
- 2022 - Colar do Mérito Judiciário, na Classe Grão Mestre (a maior honraria do Poder Judiciário)[22]

## Desempenho eleitoral
| Ano  | Eleição            | Partido | Cargo      | Votos     | %      | Resultado | Ref    |
| ---- | ------------------ | ------- | ---------- | --------- | ------ | --------- | ------ |
| 2022 | Estaduais no Piauí | PT      | Governador | 1.115.139 | 57,17% | Eleito    | [ 23 ] |